# محوطه دم بره
محوطه دم بره مربوط به عصر آهن - دوره اشکانیان است و در شهرستان خرم‌آباد، بخش ویسیان، دهستان ویسیان، روستای دواب واقع شده و این اثر در تاریخ ۱۳ آبان ۱۳۸۶ با شمارهٔ ثبت ۱۹۸۱۲ به‌عنوان یکی از آثار ملی ایران به ثبت رسیده است.